# Kościół św. Katarzyny w Hosby
Kościół św. Katarzyny w Hosby (est. Noarootsi Püha Katariina kirik) – kościół estońskiego kościoła ewangelicko-luterańskiego. Jest położony w centrum wsi Hosby. Obiekt jest wpisany na listę narodowych zabytków Estonii. Wokół kościoła znajduje się przykościelny cmentarz.
Kościół został prawdopodobnie zbudowany na przełomie XIII i XIV wieku, jako katolicki kościół obronny, jednak pierwsze pisane dokumenty pochodzą z 1500 roku. Należał do Biskupstwa Ozylii. Kościół został zniszczony w czasie wojen inflanckich (1558 - 1583), według miejscowej legendy oddziały polskie trzymały w nim konie. Kościół został odbudowany w XVII wieku. W połowie XIX wieku kościół przebudowano, dobudowano wieżę, zreperowano dach, wymieniono ławki i ołtarz.
Obecna podłoga została położona w 1863 roku. W latach 2003–2004 dokonano remontu dachu. Został ponownie pokryty poszyciem drewnianym.
W 1932 roku kościół został odwiedzony przez księcia Gustaw VI Adolf, a w 1992 przez króla Szwecji Karola XVI Gustawa.